# March of Empires
March of Empires,, est un jeu vidéo MMORTS développé et édité par Gameloft et sorti en 2015. Il est disponible en tant que jeu Freemium dans le Windows store, Steam, Google Play et Apple Store. 
Le jeu se situe dans des royaumes médiévaux fictifs serveurs, qui se présentent comme des îles situées dans une vaste mer. Chaque île ou royaume est peuplé d'un nombre toujours croissant de joueurs, chacun représenté par un château. L'objectif principal est de développer votre propre ville en construisant et en améliorant des bâtiments, des troupes et en recherchant de nouvelles technologies. Mieux vous vous développez, plus vous êtes fort dans ce jeu et vous êtes plus susceptible de combattre les grands.